# Локателли, Алессандра
Алессандра Локателли (итал. Alessandra Locatelli; род. 24 сентября 1976, Комо) — итальянский политик, член Лиги Севера. Министр без портфеля по делам семьи и лиц с ограниченными возможностями (2019), министр без портфеля по делам лиц с ограниченными возможностями (с 2022).

## Биография
Окончила Миланский университет Бикокка, где изучала социологию.
В 1996—2017 годах руководила в Комо системой учреждений некоммерческой организации Anffas, занятыми уходом за душевнобольными. Кроме того, возглавляла социальную некоммерческую кооперативную организацию Controvento, оказывающую помощь пожилым людям и людям с ограниченными возможностями как на дому, так и в лечебных учреждениях. С 2012 по 2017 год входила в совет директоров фонда Bonoli в Комо, была волонтёром в Италии и за границей, в том числе в Нигерии и Конго.
В 1993 году вступила в Лигу Севера, состояла в молодёжной организации партии, входила в число единомышленников её идеолога — Джанфранко Мильо. В 2016 году вошла в секретариат Лиги Севера, в 2017 году стала асессором по социальным вопросам городской администрации и вице-мэром Комо.
В 2018 году избрана в Палату депутатов Италии, с 21 июня 2018 года состояла в XII комиссии (по социальным вопросам).
10 июля 2019 года назначена министром без портфеля по делам семьи и лиц с ограниченными возможностями в правительстве Конте.
4 сентября 2019 года Джузеппе Конте сформировал своё второе правительство, в котором министром равных возможностей и семьи стала Элена Бонетти, а Локателли не получила никакого назначения, и 5 сентября новый кабинет принёс присягу.
22 октября 2022 года при формировании правительства Мелони Локателли была назначена министром без портфеля по делам лиц с ограниченными возможностями.